# Джак О'Нийл
Джак О'Нийл е фантастичен герой от филма Старгейт и последвалия телевизионен сериал Старгейт SG-1. Появява се и в Старгейт Атлантида и Старгейт Юнивърс. Той е главен герой от 1-8 сезон, полковник а след това генерал.

## Биография
Военен от Американските военновъздушни сили с голям опит в специални операции. Женен за Сара О'Нийл, но впоследствие се развежда след като синът му Чарли по невнимание се самоубива с неговия пистолет.

## Старгейт
Заедно с Даниел Джаксън преминават на първата мисия през портала. Джак О'Нийл има заповед да взриви атомна бомба, ако открие опасност за Земята. Той открива такава в лицето на извънземно, което се представя за древноегипетското божество Ра и е поробило местното население на планетата Абидос. О'Нийл и Джаксън организират въстание с помощта на местните, а младото момче Скаара му връща желанието за живот. След победата над Ра той и екипът му се завръщат на Земята, докато Даниел Джаксън остава на Абидос.

## Старгейт SG-1
Година след събитията във филма пенсионираният Джак О'Нийл се завръща на работа при военните след като гоа'улда Апофис атакува Земята. Става лидер на SG-1 - изследователски екип, който включва Саманта Картър, Даниел Джаксън и Тийл'к. Впоследствие той попада на хранилището на Древните и сваля цялото им знание в мозъка си, като става първият човек от Земята, пътувал до друга галактика, където среща Асгардите. За втори път Джак сваля знанието на Древните в края на 7-и сезон. Той притежава древния ген и може да контролира „Столът“ на Древните (високотехнологично оръжие, което позволява на този, който го управлява да изстрелва самонасочващи се ракети). Така спасява Земята от флота на Анубис. Знанието на Древните превзема мозъка му и заплашва да го убие. Затова е замразен в стазисна капсула, докато Тор от Асгардите не премахва знанието на Древните и така спасява живота му. От 8-и сезон е повишен в бригаден генерал и поема управлението на командване Старгейт. От 9-и сезон Джак отново е повишен и става директор на Агенцията за планетарна сигурност, а Ханк Лендри заема мястото му в Старгейт командването.

### Старгейт Атлантида
В Старгейт Атлантида убеждава Джон Шепърд да се присъедини към експедицията Атлантида в галактика Пегас. Заедно с Ричард Улзи посещава Атлантида, за да подпишат договор между Земята и Древните.

### Старгейт Континуум
Завръща се за кратко, но е убит в алтернативната реалност, в която Баал контролира Гоа'улдите.

### Старгейт Юнивърс
Джак се завръща в Старгейт Юнивърс като генерал-лейтенант и заедно с Никълъс Ръш иска да включи Илай Уолъс в проекта Икарус. След атаката над базата той говоти със Саманта Картър за случилото се. С помощта на комуникационните камъни на Древните Еверет Янг се свързва с Джак О'Нийл за да обясни какво се е случило с хората от военната база Икарус.